# Dariush Eghbali

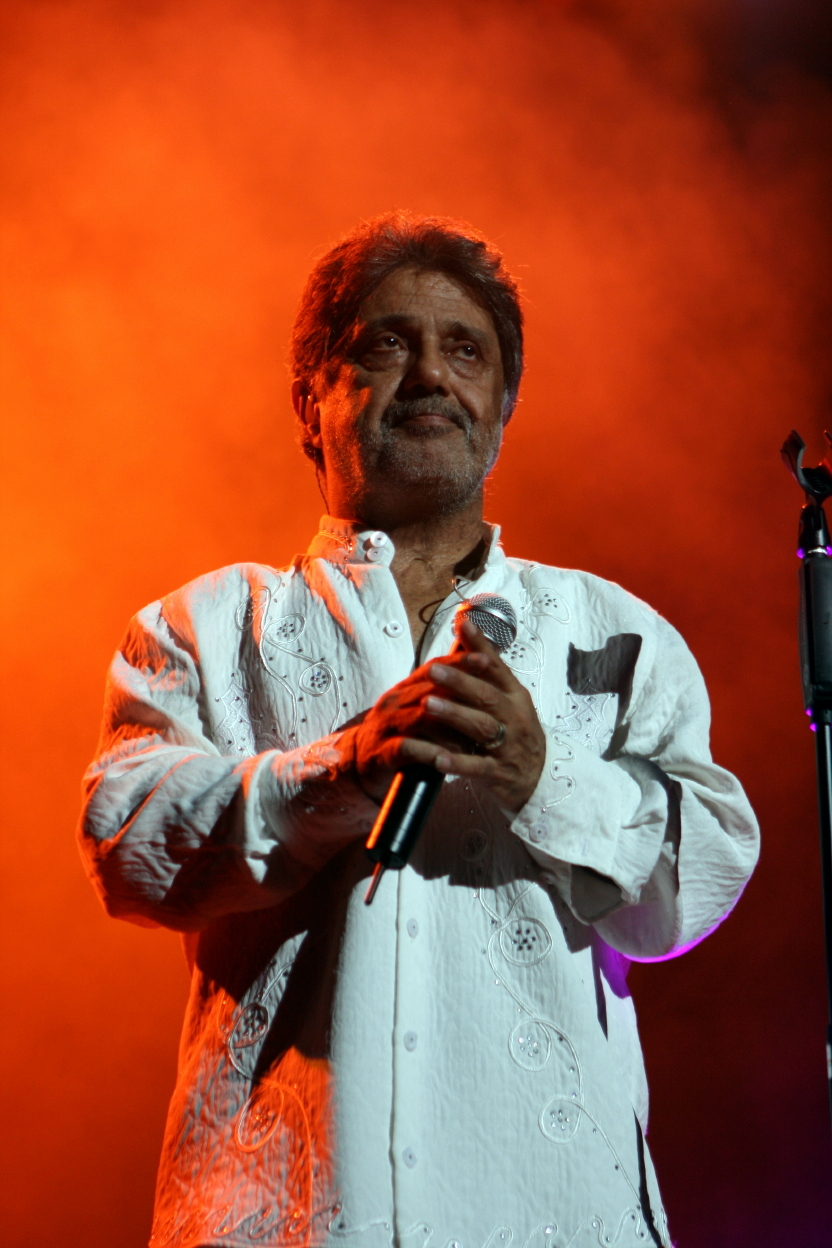
Dariush bei einem Konzert in Malaysia

Dariush Eghbali (persisch داریوش اقبالی, * 4. Februar 1951 in Teheran) ist ein iranischer Musiker.

## Leben und Karriere
Dariush Eghbali verbrachte seine ersten Jahre in der iranischen Provinz Kurdistan und Karadsch, 40 km westlich von Teheran gelegen. Mit neun Jahren stand er auf der Bühne an seiner Schule. Der Schauspieler Hassan Khayatbashi stellte ihn 1971 im iranischen Fernsehen vor. Mit dem Lied Don’t Tell Me You Love Me wurde er rasch populär. Sein Werk besteht aus über 200 Liedern und 26 Musikalben. Er wirkte zudem in zwei iranischen Filmen mit.
Eghbali ist ein Mitglied von Amnesty International. Er setzt sich für das Iran Recovery Center und die Ayeneh Stiftung ein und verwendet seine Popularität um über das Internet, in Fortbildungsveranstaltungen und Konferenzen eine drogenfreie Lebensweise zu fördern.

## Auszeichnungen
Seine Beiträge wurden von der Self-Help and Recovery Exchange wahrgenommen, die ihn mit dem Ron Simmons & Rev, Ronald L. Wright Award für seinen Einsatz für benachteiligte Minderheiten auszeichneten.

## Diskografie

### Alben
| - 1971: Be Man Nagou Doset Daram - 1972: Zendouni - 1973: Cheshme Man - 1974: Mosabab - 1975: Shaghayegh - 1976: Saal-e Dohezar - 1977: Faryad zir Aab - 1978: Jangal - 1980: Salam Ey Khake Koobe Mehrabani - 1982: Nadim - 1983: Parandeye Mohajer - 1984: Emrooz - 1987: Khamoosh Namirid - 1989: Khake Khasteh | - 1990: Nazanin - 1992: Aman Az - 1993: Ahay Mardoome Donya - 1995: Bachehaye Iran - 1996: Ashofte Bazar - 1999: Gole Bita - 2003: Dobareh Misazamet Vatan - 2004: Rahe Man - 2008: Mojezeye Khamoosh - 2010: Donyaye In Roozaye Man - 2011: Ensan - 2012: Hafez: The Beloved is Here - 2016: Sefr - 2021: Gorg |

### Kollaborationen
- 1990: Noon-o Panir-o Sabzi (mit Ebi)
- 1993: Sofreh Seen (mit Hatef)
- 2003: Rumi: The Beloved is Here (mit Ramesh und Faramarz Aslani)

### Livealben
- 1993: Dariush Va Sahneh 1
- 1994: Live At Universal Amphitheater
- 1995: Dariush Va Sahneh 2
- 2002: Dariush Va Sahneh 3
- 2008: Dariush In Palace

### Singles (Auswahl)
| - Yavare Hamisheh Momen - Hasood - Jashne Deltangi - Dastaye To - Shahre Gham - Shame Mahtab - Shekanjegar - Sarabe Radde Paye To - Age Ye Rooz - 1971: Be Man Nagou Doset Daram - 1990: Noon-o Panir-o Sabzi (mit Ebi) - 2009: Natarsoon - 2010: Khoon Bazi - 2010: Donyaye In Roozaye Man - 2010: Ensan - 2010: Savar Khahad Amad | - 2010: Sarab - 2010: 300 Gole Sorkh - 2011: Ay Eshgh (mit Faramarz Aslani) - 2011: Salam Be Piri - 2011: Payane Eshgh - 2011: Bi Hamegan - 2011: Avaye Khaste Delan - 2011: Asemoon - 2012: Vadeye Ma Labe Darya - 2012: Khabe Bahar - 2013: Na... - 2014: Dobare Baz Khaham Gasht - 2015: Shabe Akhar - 2015: Parasteh - 2016: Niaz - 2017: Hesse to |

## Filmografie
- Yârân (Freunde)
- Faryâd Zire Âb (Geschrei unter Wasser)